# Mont (Saône-et-Loire)
Mont é uma comuna francesa na região administrativa de Borgonha-Franco-Condado, no departamento de Saône-et-Loire. Estende-se por uma área de 16,18 km². Em 2010 a comuna tinha 176 habitantes (densidade: 10,9 hab./km²).